# Андреас Штайнбах
Андреас Штайнбах (нім. Andreas Steinbach; нар. 7 липня 1965, Душанбе, Таджицька РСР, СРСР) — німецький борець греко-римського стилю, срібний та дворазовий бронзовий призер чемпіонатів Європи, учасник двох Олімпійських ігор.

## Життєпис
Андреас Штайнбах був фольксдойче, що народився в Душанбе, Таджикистан, і емігрував з Радянського Союзу до Західної Німеччини в 1981 році. У 1983 році він здобув срібну медаль чемпіонату світу серед юніорів. Представляв Західну Німеччину як борець греко-римського стилю на Олімпійських іграх у Сеулі 1988 року в напівважкій вазі. Через чотири роки він представляв знову об'єднану Німеччину в Барселоні у важкій вазі, обидва рази фінішувавши п'ятим.
Штайнбах виграв три медалі на чемпіонаті Європи: срібло в 1991 році та дві бронзи в 1989 і 1992 роках.
На національному рівні він виграв чемпіонські титули в 1988—1989 роках і в 1996 році, а у 1985 та 1990—1992 був другим.
Виступав за спортивний клуб «VfK Schifferstadt» Шифферштадт. Тренер — Франк Гартманн.
З 2007 року Штайнбах тренував клуб «RG Lahr» Лар, йому допомагав його син Джуліан.

## Спортивні результати на міжнародних змаганнях

### Виступи на Олімпіадах
| Змагання                    | Збірна    | Вагова категорія                  | Місце |
| --------------------------- | --------- | --------------------------------- | ----- |
| Літні Олімпійські ігри 1988 | Німеччина | греко-римська боротьба, до 90 кг  | 5     |
| Літні Олімпійські ігри 1992 | Німеччина | греко-римська боротьба, до 100 кг | 5     |

### Виступи на Чемпіонатах світу
| Змагання                        | Збірна    | Вагова категорія                  | Місце |
| ------------------------------- | --------- | --------------------------------- | ----- |
| Чемпіонат світу з боротьби 1987 | Німеччина | греко-римська боротьба, до 90 кг  | 7     |
| Чемпіонат світу з боротьби 1991 | Німеччина | греко-римська боротьба, до 100 кг | 8     |
| Чемпіонат світу з боротьби 1995 | Німеччина | греко-римська боротьба, до 100 кг | 11    |

### Виступи на Чемпіонатах Європи
| Змагання                         | Збірна    | Вагова категорія                  | Місце  |
| -------------------------------- | --------- | --------------------------------- | ------ |
| Чемпіонат Європи з боротьби 1989 | Німеччина | греко-римська боротьба, до 90 кг  | Бронза |
| Чемпіонат Європи з боротьби 1990 | Німеччина | греко-римська боротьба, до 90 кг  | 5      |
| Чемпіонат Європи з боротьби 1991 | Німеччина | греко-римська боротьба, до 100 кг | Срібло |
| Чемпіонат Європи з боротьби 1992 | Німеччина | греко-римська боротьба, до 100 кг | Бронза |
| Чемпіонат Європи з боротьби 1995 | Німеччина | греко-римська боротьба, до 100 кг | 9      |
| Чемпіонат Європи з боротьби 1996 | Німеччина | греко-римська боротьба, до 100 кг | 14     |

### Виступи на інших змаганнях
| Змагання                           | Збірна    | Вагова категорія                  | Місце  |
| ---------------------------------- | --------- | --------------------------------- | ------ |
| Золотий Гран-прі з боротьби 1987   | Німеччина | греко-римська боротьба, до 90 кг  | 5      |
| Гран-прі Німеччини з боротьби 1987 | Німеччина | греко-римська боротьба, до 90 кг  | 4      |
| Гала гран-прі FILA 1987            | Німеччина | греко-римська боротьба, до 90 кг  | 8      |
| Гран-прі Німеччини з боротьби 1989 | Німеччина | греко-римська боротьба, до 90 кг  | 7      |
| Золотий Гран-прі з боротьби 1990   | Німеччина | греко-римська боротьба, до 90 кг  | Бронза |
| Гран-прі Німеччини з боротьби 1990 | Німеччина | греко-римська боротьба, до 90 кг  | Бронза |
| Золотий Гран-прі з боротьби 1992   | Німеччина | греко-римська боротьба, до 100 кг | Бронза |
| Гран-прі Німеччини з боротьби 1992 | Німеччина | греко-римська боротьба, до 100 кг | Бронза |
| Гран-прі Німеччини з боротьби 1995 | Німеччина | греко-римська боротьба, до 100 кг | 5      |

### Виступи на змаганнях молодших вікових груп
| Змагання                                      | Збірна    | Вагова категорія                 | Місце  |
| --------------------------------------------- | --------- | -------------------------------- | ------ |
| Чемпіонат світу з боротьби серед молоді 1985  | Німеччина | греко-римська боротьба, до 82 кг | 4      |
| Чемпіонат світу з боротьби серед юніорів 1982 | Німеччина | греко-римська боротьба, до 75 кг | 4      |
| Чемпіонат світу з боротьби серед юніорів 1983 | Німеччина | греко-римська боротьба, до 75 кг | Срібло |
| Чемпіонат світу з боротьби серед кадетів 1982 | Німеччина | греко-римська боротьба, до 75 кг | 4      |